# Kamil Kryński
Kamil Kryński (né le 12 mai 1987) est un athlète polonais, spécialiste du sprint et du relais.
Son club est le KS Podlasie Białystok.

## Biographie
Ses meilleurs temps sont de 10 s 42 sur 100 m (en 2008) et de 20 s 81 sur 200 m (réalisé trois fois en 2010). En égalant presque ce dernier temps, en 20 s 83, il termine deuxième des Championnats d'Europe d'athlétisme par équipes 2011.
Les 15 et 16 juin 2012, il améliore ses records sur 100 m et sur 200 m.

## Palmarès
| Date | Compétition                       | Lieu      | Résultat | Épreuve   | Temps   |
| ---- | --------------------------------- | --------- | -------- | --------- | ------- |
| 2009 | Championnats d’Europe espoirs     | Kaunas    | 3e       | 4 × 100 m | 39 s 52 |
| 2010 | Championnats d’Europe             | Barcelone | 5e       | 4 × 100 m | 38 s 83 |
| 2011 | Championnats d’Europe par équipes | Stockholm | 2e       | 200 m     | 20 s 83 |
| 2011 | Championnats d’Europe par équipes | Stockholm | 4e       | 4 × 100 m | 39 s 09 |
| 2011 | Championnats du monde             | Daegu     | 4e       | 4 × 100 m | 38 s 50 |
| 2013 | Championnats d'Europe par équipes | Gateshead | 3e       | 100 m     | 10 s 40 |
| 2013 | Universiade                       | Kazan     | 3e       | 4 x 100 m | 39 s 29 |
| 2015 | Universiade                       | Gwangju   | 2e       | 4 x 100 m | 39 s 50 |